# Saphenophis atahuallpae
Saphenophis atahuallpae — вид змій родини полозових (Colubridae). Ендемік Еквадору. Вид названий на честь останнього імператора інків Атавальпи.

## Поширення і екологія
Saphenophis atahuallpae відомі з трьох місцевостей, розташованих на західних схилах Еквадорських Анд в провінціях Котопахі, Болівар і Пічинча. Вони живуть у вологих гірських і хмарних тропічних лісах, на висоті від 1568 до 2424 м над рівнем моря.